# Carla Marangoni
Carla Marangoni (Pavía, Lombardía; 13 de noviembre de 1915 – 18 de enero de 2018), más conocida como Clara Marangoni, fue una gimnasta italiana reconocida por haber ganado la medalla de plata con tan solo 12 años de edad en gimnasia artística en los Juegos Olímpicos de Ámsterdam 1928.

## Biografía
Nació en Pavía bajo el nombre de Carla, pero generalmente se la menciona erróneamente en las estadísticas oficiales como Clara.
Fue la última sobreviviente de los Juegos Olímpicos de Ámsterdam de 1928 y en 2015, cumplió nada menos que 100 años. Al momento de levantar la tan anhelada medalla de plata, tenía 12 años. Desde el 1997 hasta la actualidad, no hubiese podido haber competido ya que se decidió la prohibición de que participen deportistas menores de 16 años.
Falleció el 18 de enero de 2018 a los 102 años de edad.